# SYNTRA
SYNTRA is de nieuwe benaming (sedert 2003) van de Centra voor Middenstandsopleiding in Vlaanderen.
SYNTRA biedt opleidingen in het kader van ondernemersvorming voor zelfstandigen en kmo's. Er zijn twee grote afdelingen:
- De leertijd (ook bekend als het vroegere leercontract). De leertijd is een opleidingssysteem van 'Werken en Leren'. De meeste opleidingen duren 3 jaar. Per week leert men 4 dagen een vak in een onderneming en volgt men één dag theoretische opleiding op een SYNTRA-campus. Zo'n opleiding duurt 1 à 3 jaar, al naargelang de leeftijd van de kandidaat en de gevolgde vooropleiding. In de leertijd kan men kiezen uit meer dan 200 beroepen. Anders dan bij deeltijds onderwijs is de leerovereenkomst een verplichte voorwaarde om een opleiding in de SYNTRA-leertijd te volgen.
- Het ondernemerschapstraject. Hier krijgt men gedurende 2 à 3 jaar een voorbereiding op de uitoefening van een zelfstandig beroep. Behalve beroepstechnische opleiding, komt hier vooral (fiscale) wetgeving, personeelsbeleid, commercieel beleid en productiebeleid aan bod. Ook hier wisselt theorie af met praktijkervaring.

Daarnaast worden er ook nog bijscholings- en vervolmakingscursussen ingericht, dikwijls een organisatie in samenwerking met een bepaalde beroepssector. Ook ondersteunt men startende ondernemers met o.a. het virtuele kenniscentrum Competento dat leraren en opleidingsverstrekkers ondernemerscompetenties aanleert. Het verzamelt daartoe materialen en methodieken uit het brede werkveld om zo aan kennisborging en kennisverspreiding te doen.
Het regeerakkoord van de Vlaamse Regering 2019-2024 voorziet vanaf 1 januari 2021 een opheffing van het Agentschap voor Ondernemersvorming - SYNTRA Vlaanderen en een overdracht van de taken naar het Departement Onderwijs en Vorming, het Departement Werk en Sociale Economie, VDAB en het Agentschap Innoveren en Ondernemen (VLAIO).